# 柏尾橋
柏尾橋（かしおばし）は、長野県飯山市大字瑞穂豊字柏尾 - 大字常郷の千曲川に架かる長野県道410号柏尾戸狩停車場線の橋長243.3 m（メートル ）のトラス橋。

## 概要
- 形式 - 鋼4径間下路単純RC床版直弦ワーレントラス橋
- 橋格 - 第2種 (TL-14)
- 橋長 - 243.300 m
  - 支間割 - 4×60.000 m
- 幅員
  - 総幅員 - 6.100 m
  - 有効幅員 - 5.500 m
  - 車道 - 5.500 m
  - 歩道 - なし
- 施工 - 浦賀重工業
- 架設工法 - ケーブルエレクション工法（中央2径間）・ステージング工法（側径間）

## 歴史
柏尾と大倉崎とを結ぶ渡しに1879年（明治12年）11月に船25艘、橋長78間（約142 m）、幅員2間（約3.6 m）の船橋が架橋されたが、千曲川の増水のため流失し1891年（明治24年）には渡船に復した。
1925年（大正14年）に飯山線戸狩駅開設に合わせて渡船場より約200 m上流に木桁橋が架橋される。これは、1928年（昭和3年）、1929年（昭和4年）に流失し都度復旧するも1930年（昭和5年）8月1日に流失する。
1932年（昭和7年）4月3日に工費約4万円を費やして鉄筋コンクリート主塔、鉄トラス補剛桁の吊橋が架橋される。これは当地方で初めての近代吊橋であったが、1959年（昭和34年）8月14日に台風第7号のため流失した。
このため3年余の工期に工費約1億6000万円を費やし、1962年（昭和37年）12月に、トラス橋である現橋を架設した。